# عبد المجيد أولمرس
عبد المجيد أولمرس (ولد في 12 سبتمبر سنة 1978) لاعب كرة قدم مغربي شارك في الألعاب الأولمبية الصيفية 2000.

## روابط خارجية
- عبد المجيد أولمرس على موقع الاتحاد الدولي (مؤرشف)  (الإنجليزية)
- عبد المجيد أولمرس على موقع رابطة كرة القدم الفرنسية للمحترفين (الإنجليزية)
- عبد المجيد أولمرس على موقع قاعدة بيانات كرة القدم.إي يو (الإنجليزية)
- عبد المجيد أولمرس على موقع ناشيونال فوتبول تيمز (الإنجليزية)
- عبد المجيد أولمرس على موقع أوليمبيديا (الإنجليزية)